# Thalatta albiorbis
Thalatta albiorbis är en fjärilsart som beskrevs av Moore 1883. Thalatta albiorbis ingår i släktet Thalatta och familjen nattflyn. Inga underarter finns listade i Catalogue of Life.